# هوجو ساداآکی
هوجو ساداآکی (به ژاپنی: 北条 貞顕 Hōjō Sadaaki)؛ 1278 – ۴ ژوئیهٔ ۱۳۳۳) پانزدهمین شیکن (۹ آوریل ۱۳۲۶ – ۲۹ آوریل ۱۳۲۶) و دوازدهمین رنشو در شوگون‌سالاری کاماکورا سیاستمدار اهل ژاپن بود.